# Agul

Grupos étnicos del Cáucaso. A la derecha, en color carne (número 6) los agul.

Los agul son un grupo étnico del Cáucaso Norte, en la república de Daguestán de la Federación Rusa. Según el censo ruso de 2002 su número es de 28.297 individuos. Étnicamente, los agules están relacionados con los lezguinos. Su lengua propia es el idioma aghul, si bien utilizan idioma lezgui para comunicarse con sus vecinos y muchos de ellos conocen el ruso. Hay cuatro grupos de agul, distribuidos en cuatro valles distintos: los Aguldere, los Kurakhdere, los Khushandere y los Khpyukdere.
- Datos: Q319066
- Multimedia: Aghul people / Q319066